# Ligne de tramway 556
La ligne 556 est une ancienne ligne de tramway vicinal de la Société nationale des chemins de fer vicinaux (SNCV) qui reliait Dinant à Florennes.

## Histoire
La ligne de Dinant à Florennes (gare de l'Est) est mise en service le 16 septembre 1905. En 1911, son terminus est prolongé jusqu'à la nouvelle gare de Florennes-Central.
Le trafic est supprimé entre Rosée et Florennes en 1942. La section de Rosée à Dinant reste exploitée jusqu'au 20 juillet 1947.

## Infrastructure

### Dépôts et stations
Nom : (gare) : quand le dépôt ou la station est accolé ou proche d'une gare.
Type : D : dépôt , S : station , Sf : si la station sert de gare douanière à la frontière , Sp : si la station est établie dans un bâtiment privé le plus souvent un café ou plus rarement une habitation privée.
| Illustration | Nom      | Type | Commune  | Localisation                | État          | Remarques |
| ------------ | -------- | ---- | -------- | --------------------------- | ------------- | --------- |
|              | Morville | D    | Morville | 50° 14′ 07″ N, 4° 44′ 37″ E | Hors service. |           |

## Exploitation

### Horaires
Tableaux : 556 (1931).